# Корку
Корку или курку (от koroku — "люди") — язык одноименного народа Индии (одного из традиционных «племён»). Относится к языкам мунда и образует самостоятельную подгруппу в рамках северных мунда. Язык корку распространён на территории, обособленной от основного ареала остальных языков мунда, на западе Индостана (северо-восток штата Махараштра и юг штата Мадхья-Прадеш), является одним из «крупных» языков мунда (полмиллиона носителей), а также самым западным не только среди языков мунда, но и среди австроазиатских вообще.
Носители восточного диалекта называют себя не корку, а маваси (mawasi) и соответственно так же и свой диалект, который является наиболее обособленным из всех диалектов корку.
Широко распространено двуязычие, практически все мужчины владеют тем или иным региональным вариантом хинди и/или языком маратхи. Не более 5 % корку умеют писать на своём языке; грамотные обычно учатся писать на хинди или маратхи. Удельный вес лексических заимствований из индоарийских языков достигает 50 % существительных; у молодых говорящих наблюдается сильное индоарийское влияние в синтаксисе (относительное предложение). При том, что среди соседей корку немало дравидов (гондов), а культура и социальная роль в обществе у них схожа, дравидских заимствований незначительное количество.
В качестве письменности используется деванагари (в варианте для маратхи или хинди). Печатная литература очень мала и практически вся создана христианскими миссионерами.
В фонологии имеются тональные различия, в том числе в адаптированных заимствованиях (на месте индийских придыхательных). Развита обычная для языков мунда инкорпорация местоименных дополнений. Развита вербализация существительных. Ядро глагола — прото-мунда, однако многочисленные вспомогательные видо-временные конструкции заимствованы из индоарийских языков.
Язык корку изучен пока недостаточно, не полностью ясна его диалектная картина. Основные работы по языку — исследования Н. Х. Зайда (1960—1990-е) и грамматика К. С. Нагараджи (1999).